# مراد سيلان
مراد سيلان (بالتركية: Murat Ceylan)‏ (2 مارس 1988 في تركيا - ) هو لاعب كرة قدم تركي في مركز الوسط. شارك مع منتخب تركيا تحت 17 سنة لكرة القدم ومنتخب تركيا تحت 19 سنة لكرة القدم ومنتخب تركيا تحت 21 سنة لكرة القدم ومنتخب تركيا ب لكرة القدم ‏ ومنتخب تركيا لكرة القدم. أما مع النوادي، فقد لعب مع سامسون سبور وغازي عنتاب سبور ومرسين إيدمانيوردو وGaskispor ‏.

## وصلات خارجية
- مراد سيلان على موقع الاتحاد الأوربي (الإنجليزية)
- مراد سيلان على موقع اتحاد تركيا (لاعب) (الإنجليزية)
- مراد سيلان على موقع Soccerway.com (الإنجليزية)
- مراد سيلان على موقع عالم كرة القدم.نت (الإنجليزية)